# Elisabeth Lagercrantz
Elisabeth Lagercrantz, född Nylander den 4 december 1933, död den 5 augusti 2011 i Danderyd, var en svensk psykoanalytiker och forskare.

## Biografi
Elisabeth Lagercrantz växte upp i en diplomatfamilj och bodde som liten, under början av andra världskriget, i Berlin. Hon disputerade vid Karolinska Institutet med avhandlingen "Förstföderskan och hennes barn : en psykologisk studie av graviditet och förlossning samt moderns och barnets utveckling och samspel under de första 18 månaderna" [Primiparas and their infants] : [a psychological study of pregnancy, delivery and motherhood during the infant's first eighteen months of life and of the infant's development] (1979). I projektet följde hon en grupp kvinnor som var gravida för första gången, tills barnen var 1,5 år gamla. Förstföderskan och hennes barn förändrade förståelsen för kvinnors upplevelse av förlossningen och mödrars psykiska hälsa under graviditeten, och för hur detta påverkade barnens utveckling under den första tiden i livet. Lagercrantz resultat lade en stark grund för kraven för bättre smärtlindring och behandling av mammor och barn som ställdes av 70-talets kvinnorörelse och senare generationer av svenska feminister.

## Familj
Lagercrantz  var dotter till ambassadör Lennart Nylander (1901–1966) och filosofie magister Margareta Fjellander (1904–1979) samt dotterdotter till förste provinsialläkaren Gunnar Fjellander. Hon var syster till arkeologen Carl Nylander samt faster till journalisten Nike Nylander. Lagercrantz gifte sig 1954 med professor Jan Kugelberg och 1966 med barnläkaren Rutger Lagercrantz. Elisabeth Lagercrantz är begravd på Norra begravningsplatsen utanför Stockholm.